# Slaughter (kanadai együttes)
A Slaughter nevű kanadai death/thrash metal együttes 1984-ben alakult meg Torontóban. Eredetileg a Death alapító tagja, Chuck Schuldiner is szerepelt a zenekarban, gitárosként. Karrierjük alatt hat demólemezt, egy középlemezt, egy split-lemezt, egy stúdióalbumot, két válogatáslemezt és két koncertalbumot dobtak piacra. 2008-ban feloszlottak, de többször is feloszlottak: először 1984-től 1992-ig működtek, majd 1996-tól 2001-ig, végül 2007-től 2008-ig. 2008-ban véglegesen feloszlottak, ugyanis Brian Lourie dobos elhunyt. 1988-ban alakult egy "másik" Slaughter is, csak ők amerikaiak és a glam metal, illetve a hard rock műfajokban zenélnek. Pályafutásuk elején még thrash metalt játszottak, ám később áttértek a keményebb death metal műfajra. Zeneileg több együttes is hatott rájuk: Slayer, Metallica, Celtic Frost, The Plasmatics, Alice Cooper, Kiss. Rom Sumners dobos 2017-ben új együttest alapított "Slaughtering Slaughter" néven, amely a Slaughter dalait dolgozza fel.

## Tagok
- Dave Hewson – ének, gitár
- Ron Sumners – dobok
- Terry Sadler – ének, basszusgitár
- Chuck Schuldiner – gitár
- Brian Lourie – dobok
- Bobby Sadzak – gitár

## Diszkográfia
Stúdióalbumok
- Strappado (1986, 2001-ben újból kiadták)

Egyéb kiadványok
- Meatcleaver (1984, demó)
- Bloody Karnage (1984, demó)
- Surrender or Die (1985, demó)
- Paranormal (1988, demó)
- The Dark – Demo IV (1988, demó)
- Not Dead Yet (1990, demó)
- Nocturnal Hell (1986, középlemez)
- Back to the Crypt/Sadist (2004, split lemez)
- Not Dead Yet/Paranormal (2001, válogatáslemez)
- Tortured Souls (2007, válogatáslemez)
- Live Karnage (1985, koncertalbum)
- Fuck Off Death (2004, koncertalbum)